# Groninguès
El groninguès (groninguès: Grunnegs o Grönnegs) és un grup de dialectes del baix saxó parlats a la província de Groningen i al voltant de la frontera amb Groningen de Drenthe i Frísia. El groninguès i les variacions estretament relacionades de Frísia Oriental tenen una forta influència frisona. Aquesta llengua es caracteritza per un accent i un vocabulari típics que difereixen marcadament dels altres dialectes de baix saxó.

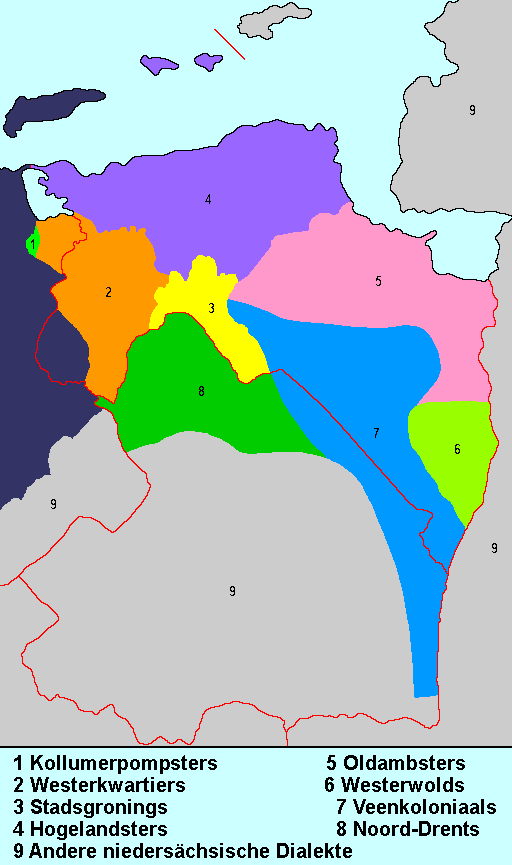
Mapa dels variants groninguesos del baix saxó

És parlat a la província de Groningen i els seus voltants, al nord i est de la província de Drenthe i a l'est de la municipalitat frisona de Kollumerland en Nieuwkruisland. Tant el groninguès com el frisó oriental, a l'altre costat de la frontera alemanya-groninguesa, podrien considerar-se com un sol dialecte. El groninguès es va consolidar a mesura que la ciutat de Groningen, durant el segle xv, va anar guanyant més i més influència a la província. Quan es van incorporar els Ommelanden (els voltants) a Groningen el 1594, com la província de Stad en Lande, el frisó que es parlava als Ommelanden va ser substituït per la varietat baix-saxona parlada a Groningen. El mateix procés es repetiria dos-cents anys més tard a la Frísia Oriental; no obstant això, el frisó oriental ha conservat alguns aspectes comuns de vocabulari i semàntica amb el groninguès.